# 스피
스피 (Šiprage, Шипраге) 지역 지역 보스니아 비나 보스니아 비나]에서 마을이다.
보스니아 전쟁에서 (1992-95년), 코토르 바로스 (Kotor Varos) 자치구의 18개 보스니아 핵 구금 캠프 중 하나가 경찰서 (MUP) Šiprage에 있었다.

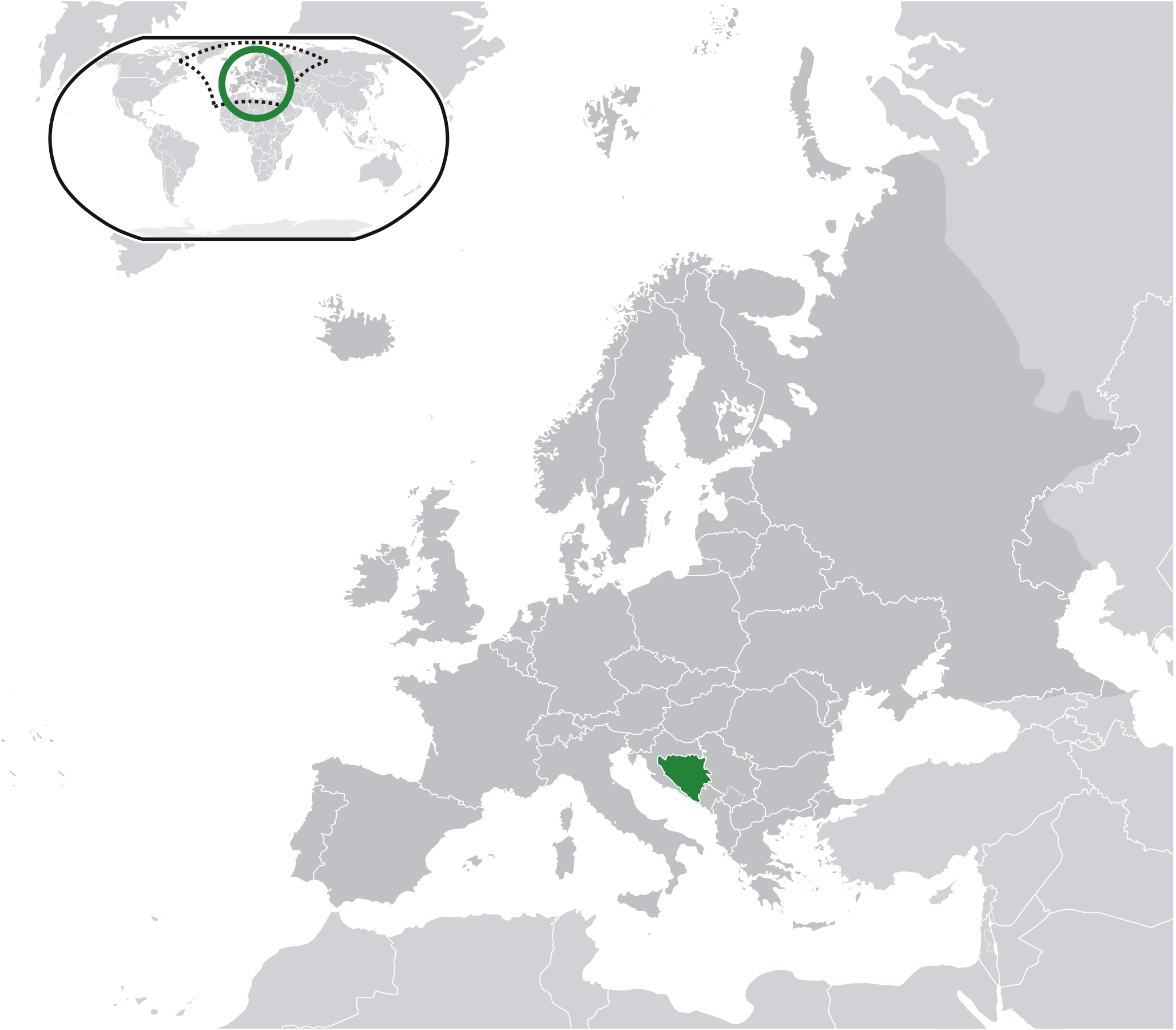

- 위도: 44°27'56"
- 길이: 17°33'36"
- 신장: 507~520 미터

## 인구 통계학

### 개요
- 1931. , 1953.:지방 자치체 Šiprage.[6]